# 范小建
范小建（1953年8月—），四川内江人，生于北京市，中国共产党及中华人民共和国官员。中共十七大代表。

## 生平
1968年8月参加工作，在内蒙古自治区哲里木盟插队。1973年10月至1976年，在吉林大学经济系国民经济计划专业学习。1976年2月加入中国共产党。1976年9月自吉林大学经济系毕业后进藏，在昌都地区计委王作。1979年6月内调。1984年4月第二次进藏，在国务院西藏经济咨询组驻藏组工作，历任中共西藏自治区党委政策研究室副主任、西藏自治区人民政府经济体制改革办公室主任。1987年5月内调。此后历任农业部畜牧局副局长、农村合作经济指导司司长。1996年曾任宁夏回族自治区人民政府主席助理。1998年11月任农业部农村经济体制与经营管理司司长、农业部总经济师兼财务司司长。2000年12月任农业部副部长、党组成员（2006年2月起分管全国渔业工作），2009年7月卸任。2007年5月任国务院扶贫开发领导小组副组长、国务院扶贫开发领导小组办公室主任、党组书记。2008年当选第十一届全国政协委员，代表农业界，分入第三十九组。并担任经济委员会专委。2013年11月，不再担任国务院扶贫开发领导小组办公室主任、党组书记。